# Valle di Gares

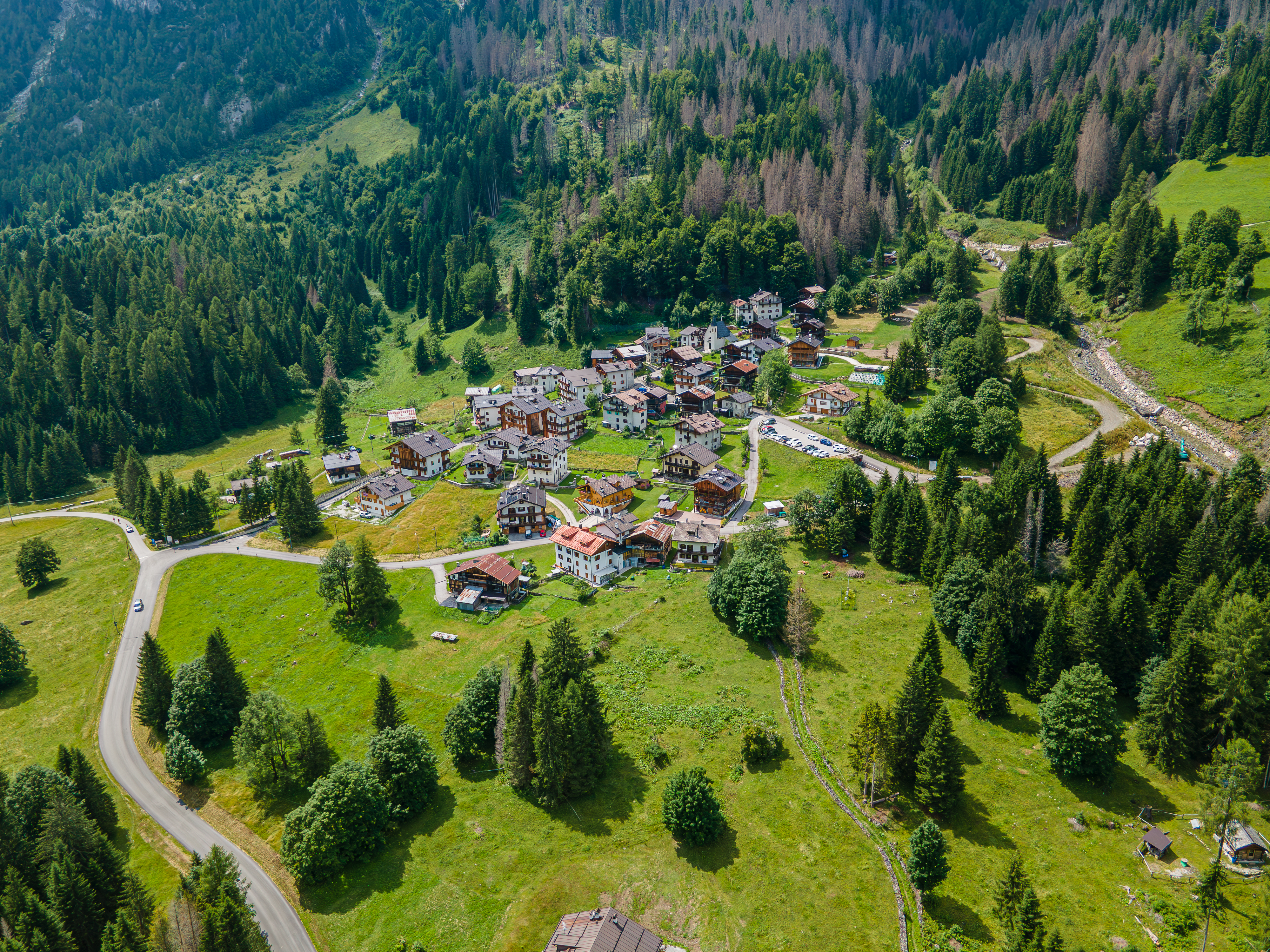
Il paesino di Garés visto dall'alto

La valle di Garés è una valle dolomitica che prende il nome da Garés (1381 m), l'omonima frazione del comune di Canale d'Agordo (provincia di Belluno), posta in fondo alla valle stessa.

## Posizione geografica
La valle si estende da Canale d'Agordo (976 m) al Pian de Giare (1333 m), in direzione sud-sud-ovest, per circa 8 chilometri, verso il gruppo delle Pale di San Martino. Prosegue per altri 5 chilometri attraverso l'Orrido delle Comelle fino al rifugio Giovanni Pedrotti (rifugio Rosetta) (2581 m).

### Confini politici
La Valle di Gares è situata nel comune di Canale d'Agordo, il cui territorio confina a nord con Primiero San Martino di Castrozza (TN); a nord-est con Taibon Agordino; a est con i comuni di Vallada Agordina e Cencenighe Agordino; a ovest con Falcade.

## Origine geologica

### Le glaciazioni
La valle di Garés è un classico esempio di modellazione glaciale :
- presenta la tipica sezione ad "U";
- nella parte a ridosso del Gruppo delle Pale è un perfetto circo glaciale a forma di ferro di cavallo, scavato nelle rocce arenacee e vulcaniche, scoscese e verticali;
- grandi massi erratici si osservano intorno al laghetto di Garés e alla Malga Col di Prai;
- conoidi di deiezioni sono riconoscibili in località Le Mandre, Sora i Ort, Case La Sota, Mezzavalle, Palafachina e lo stesso paese di Garés sorge su uno di essi.

### Geologia delle Dolomiti
La storia geologica della valle è molto complessa ed è comune a quella dell'area dolomitica a cui appartiene. La formazione delle Dolomiti inizia nel Triassico, 230 milioni di anni fa, molto prima dell'orogenesi alpina.
Il geologo Vittorio Fenti nella sua relazione Cenni geologici sulla Valle di Garés, pubblicata dal CAI Sezione Agordina, 1984, guida al riconoscimento di alcuni tipi di roccia:
- Formazione di Werfen, sedimenti composti da arenarie fini, siltiti, calcari marnosi, marne: su entrambi i fianchi della valle tra Canale e Mezzavalle, gran parte della dorsale del Monte Pettenassa (Trias Inferiore).
- Dolomia del Serla o Formazione di Contrin: ben visibile sui ripidi gradoni sotto il Pian di Sais, il Col della Foca, il Col di Fessura, Foch di Boer, Monte Palmina.
- Formazione di Livinallongo, il tufo vulcanico chiamato Pietra Verde: visibile sui ripiani del Saiss intorno a quota 1450, tra il Pian de Giare e Casera Cesurette, al Boer di Dentro. Appartengono a questa formazione locali intercalazioni calcaree sul Monte Tamer, alla Punta dei Mar, alla Punta dei Scalet, sul versante nord di Cima Pape, Monte Caoz, Vanidiei.
- rocce vulcaniche, successivamente iniettate nella Formazione di Livinallongo: sul versante destro della valle, da Col dei Boi, Col de la Meda, fino a Casera Cesurette. (Trias Medio).
- Dolomia dello Sciliar: Focobon, Cimon della Pala, Altopiano delle Pale.
- Dolomia della Rosetta: in corrispondenza del rifugio omonimo.[3]

### Orogenesi alpina
Movimenti tettonici, dovuti al progressivo accostamento dell'Africa all'Europa e che continuano ancora oggi, portarono, da 80 a 25 milioni di anni fa, al sollevamento delle Alpi, a cui l'area dolomitica appartiene.

### Morfogenesi
L'azione erosiva degli agenti atmosferici modellò le forme attuali dei rilievi, agendo sulle rocce più friabili.

## Orografia
La valle sul fianco sinistro è delimitata da:
- Monte Pettenassa (1755 m).
- Monte Palmina (2033 m).
- Monte Tamer (2264 m).
- Cimon della Stia (2391 m).
- Campanili dei Lastei (2721 m).
- Cima Campido (3001 m).
- Cima del Focobon (3054 m).
- Cima dei Burelloni (3130 m).
- Cima della Vezzana (3192 m).- la quota più elevata
- Cimon della Pala (3184 m).

Sul fianco destro da:
- Sass Neghér (2180 m).
- Monte Palalada (1973 m).
- Cima di Caoz (2050 m).
- Monte Caoz (2253 m).
- Cima dei Vanidei (2380 m).
- Lastei di Pape (2484 m).
- Monte Sanson o Cima di Pape (2503 m).
- Col dei Boi (2052 m).

## Idrografia

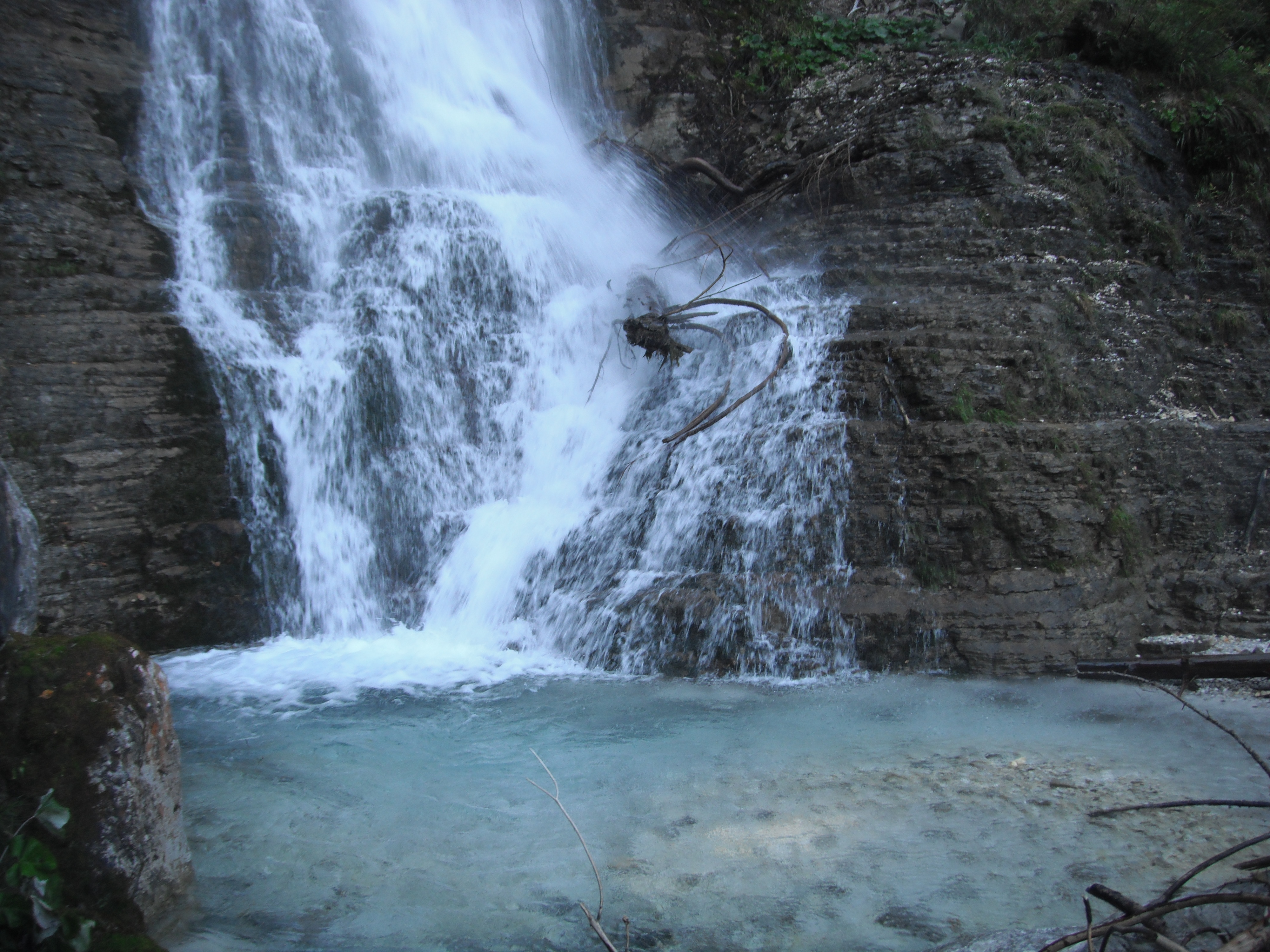
Parte della Cascata Bassa delle Comelle

La valle è percorsa dal torrente Liera, un affluente di destra del Biois. Esso nasce dalla valle delle Comelle e confluisce nel Biois, a quota 950 m.s.l. circa.
La valle è ricca di acque potabili, superficiali e sotterranee.

### Cascate delle Comelle
La cascata si suddivide in Superiore e Bassa ed è formata dal Torrente Liera (Rio delle Comelle), all'uscita dell'orrido delle Comelle, a quota 1509 m. È alta circa 70 metri.

### Biotopo del Laghetto di Garés
Il biotopo del Laghetto di Gares è un'area in parte palustre e in parte sorgentizia, di grande interesse naturalistico.

## Manto forestale
Specie arboree dominanti sono:
- abete rosso, Picea Abies-Karsten
- larice, Larix Decidua L.

Il faggio, Fagus Sylvatica L. è molto diffuso allo stato arbustivo.
L'abete bianco, Abies alba - Miller è praticamente assente, sono rimasti pochi esemplari: ciò è dovuto all'azione umana che preferisce l'abete rosso.

## Notizie storiche

### Settecento
Una prima descrizione della Valle di Garés risale al 1777 ed è del medico e botanico Belsazar Hacquet de La Motte, professore di anatomia e chirurgia a Laibach in Austria, grande viaggiatore e alpinista.
Lo studioso Bepi Pellegrinon riporta un brano di questa descrizione nella relazione introduttiva al libretto del C.A.I. dal titolo Garés e le guide alpine del Focobon.

### Ottocento
È della metà dell'Ottocento l'esplorazione del passaggio che congiunge San Martino di Castrozza alla Val di Garés, probabilmente già conosciuto da qualche cacciatore.
Il passaggio, che oggi costituisce una delle più interessanti escursioni nella zona, fu trovato da un gruppo di alpinisti inglesi, formato da Francis Fox Tuckett, Douglas William Freshfield, G. H. Fox, Backhouse e le guide savoiarde François Devouassoud e Peter Michel. Essi, provenienti da San Martino di Castrozza, arrivarono a Garés il 10 giugno 1865. Freshfield ne dà un colorito resoconto, elogiando l'ospitalità dei valligiani.

## Miniere di Gares
Si fa riferimento alla voce corrispondente Miniere di Gares.

## Località minori
Escludendo i due paesi principali, Canale d'Agordo (976 m). e Garés (1381 m), lungo la valle si incontrano diverse località minori:
- Località Le Mandre. Capitello a Zus, ;
- Località La Sota (969 m).: piccolo agglomerato rurale composto da 3 case disabitate. Si trova a circa 2 km da Canale d'Agordo.
- Località Campion (1111 m).: toponimo che identifica un grande spazio aperto e pianeggiante, nei pressi del quelle è presente solo una casa, detta "del Nani da Campion". Nella zona vi è una attrezzata area per il picnic.
- Località Pian de Sabion (1158 m). Vi è situato l'ampio Camping Lastei; anticamente vi sorgeva un'area di lavorazione metallifera dalla non lontana Miniera di Garés;
- Località Lastei (1210 m). Capitello a Col di Prai;
- Località Palafachina (1265 m).: agglomerato rurale composto da 2 case ed un fienile, in tempi antichi ospitava un Mulino per la produzione di farina di grano. Capitello dedicato a S.Giuliana;
- Località Pian de Giare(1333 m), si trova proprio in fondo alla valle e è adibita ad area picnic e vi si trova anche il biotopo con il laghetto; continuando lungo la strada asfaltata si arriva alla Capanna Cima Comelle.

## Strutture sportive

### Percorso ciclo-pedonale
Da Canale d'Agordo (976 m). parte un percorso ciclo-pedonale che porta in fondo alla valle, alla Capanna Cima Comelle, nel Pian de Le Giare (1333 m). e a Garés (1381 m).

### Pista invernale di fondo
Una  pista invernale per lo sci di fondo si snoda nella valle per 5 km, tra boschi e cascate. Nel marzo 2009 la pista è stata dedicata a Franco Manfroi, atleta azzurro Italiano, che nel 1966 ai Mondiali di sci nordico 1966 di Oslo vinse la medaglia di bronzo nella staffetta 4x10 km.

## Escursioni
- Anello della Val Garés[12]
- Da Garés (m. 1381) alla Malga Stia (1785 m).[13]
- Dalla Malga Stia (1785 m). al Rifugio G. Volpi di Misurata al Mulaz (2571 m). per Forcella della Stia (2190 m).
- Da Capanna Cima Comelle (1333 m). al Rifugio Rosetta (2581 m). per la Val Delle Comelle[14]
- Sentiero delle Comelle e Banca della Fede[15]
- Da Capanna Cima Comelle (1333 m). a Col di Prà (866 m). in Valle di San Lucano per Forcella Cesurette (1801 m).